# Била, Эужениу Фернанду
Эужениу Фернанду Била (порт. Eugénio Fernando Bila; род. 3 марта 1979, Мапуту) — мозамбикский футболист, выступавший на позиции полузащитника.

## Клубная карьера
Профессиональную карьеру начал в 2003 году в «Машакене». В 2004 году перешёл в венгерский клуб «Гонвед», где за 5 сезонов помог клубу дважды стать обладателем национального кубка. Сезон 2009/10 провёл в кипрском клубе «Неа Саламина». Последним клубом в карьере Жениту стал израильский «Секция Нес Циона».

## Карьера за сборную
Албину был включен в состав сборной на Кубок африканских наций 2010 в Анголе, на котором сборная заняла последнее место в таблице.

## Достижение
- Обладатель Кубка Венгрииː 2007, 2009